# Keep Going (film 1924)
Keep Going è un cortometraggio muto del 1924 scritto e diretto da Robert P. Kerr

## Produzione
Il film fu prodotto dalla Century Film.

## Distribuzione
Distribuito dall'Universal Pictures, il film - un cortometraggio in due bobine - uscì nelle sale cinematografiche USA il 6 febbraio 1924.